# Condition des personnes transgenres sous le Troisième Reich

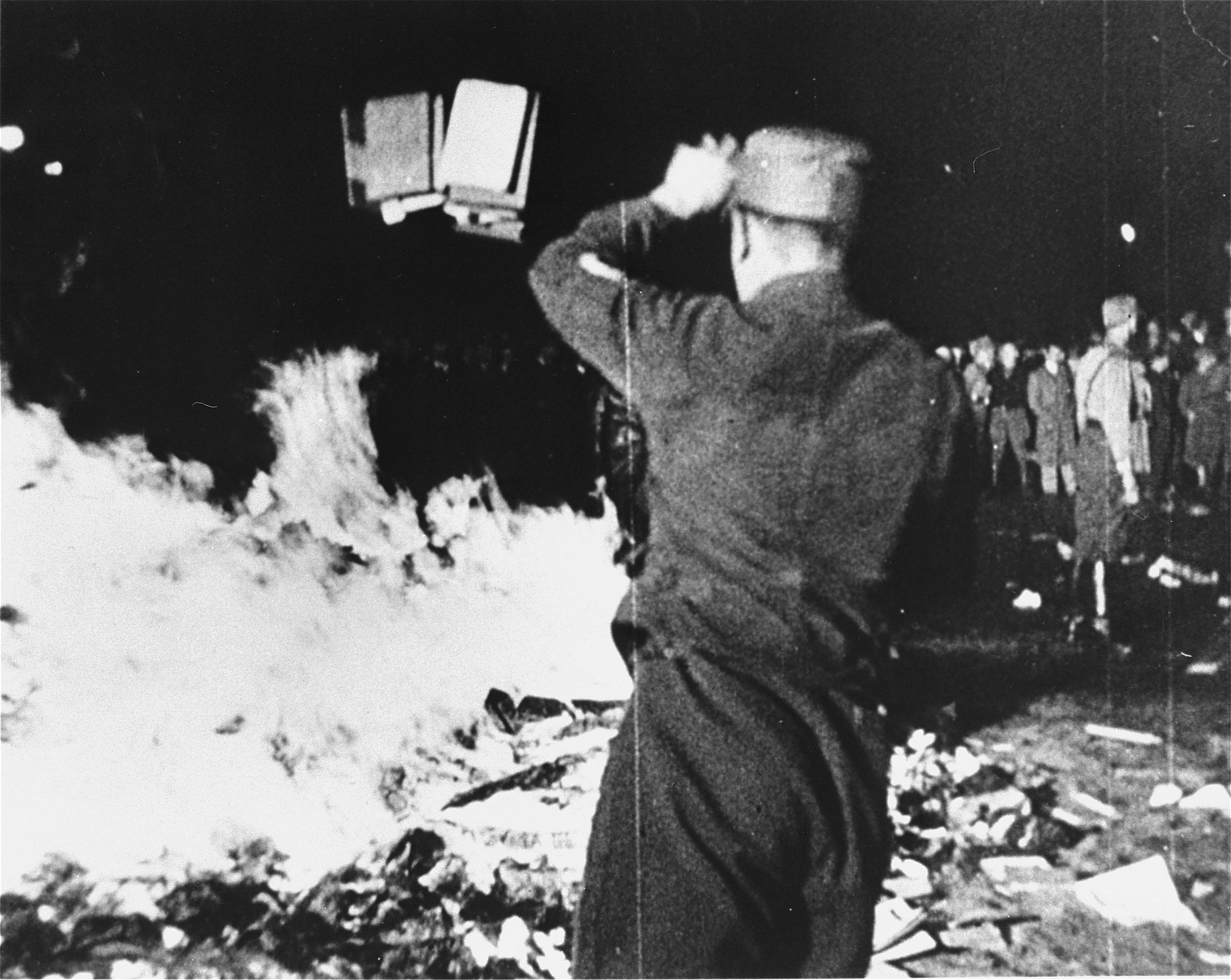
Les nombreux livres sur la transidentité de la bibliothèque de l'Institut de sexologie sont brûlés à Berlin le 10 May 1933.

Dans l'Allemagne nazie, les personnes transgenres sont victimes de persécution : interdites de participer à la vie publique, attaquées en justice, forcées à détransitionner, emprisonnées ou tuées dans des camps de concentration. Certaines personnes transgenres sont épargnées ou traitées différemment pour plusieurs raisons : être considérées comme aryennes, être considérées hétérosexuelles par rapport à leur sexe assigné à la naissance, ou encore dotées de connaissances et compétences rendant leur travail important.
Tout ceci se fait sur la base de lois existantes mais qui ne sont pas appliquées sous la république de Weimar. En effet, à cette période, l'Allemagne est un havre de paix pour les personnes LGBT, notamment grâce aux recherches de Magnus Hirschfeld pour son Institut de sexologie. À partir de 1933, les communautés homosexuelles et transgenres sont persécutées, les certificats de travestissement ne sont plus considérés comme valables et la littérature LGBT est détruite.
La persécution des personnes trans est méconnue, ce qui a amené à une reconnaissance tardive en tant que victimes du régime nazi. Le nombre de personnes transgenres emprisonnées et tuées dans les camps de concentration est difficile à estimer.

## Méthodologie
Magnus Hirschfeld reconnaît dès les années 1920 la catégorie des « travestis totaux » ou « travestis extrêmes »,. En 1923, il invente le terme de transsexualité (transsexualismus). À l'époque, en allemand, on utilise le plus souvent les mots travestit pour les personnes transféminines et travestitin pour les personnes masculines. La différence entre les personnes transgenres et travesties est donc très ténue à l'époque, rendant l'étude de l'histoire des personnes transgenres difficile,.

## Contexte de la république de Weimar

### Faible application des lois de l'empire allemand
Sous l'Empire allemand, il n'est pas illégal d'être transgenre en soi. Cependant, deux textes de loi affectent les personnes transgenres, notamment les femmes trans : le Paragraphe 175 interdit l'homosexualité masculine et le Paragraphe 183 interdit le travestissement en public. Ces lois ne sont cependant appliquées que si elles mènent à un problème d'ordre public. Elles ne se basent pas sur les papiers d'identité mais sur l'apparence, ainsi les personnes trans ayant un passing correct ne sont pas visées par ces lois. Ainsi, la persécution policière des personnes transgenres et travesties est à géographie variable et aléatoire,,.

### Âge d'or de Berlin

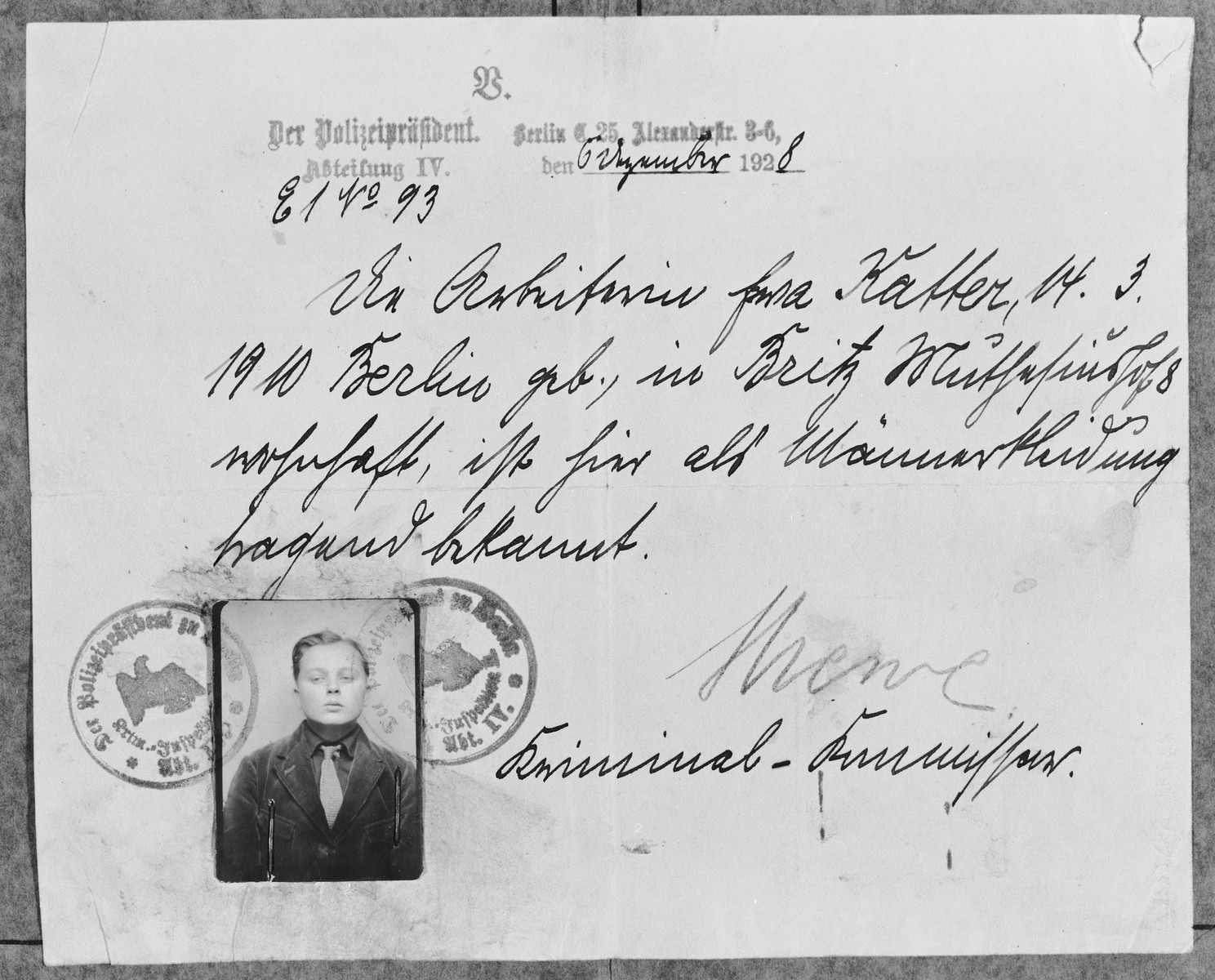
Le certificat de travesti de l'homme transgenre Gerd Katter, fourni par la police de Berlin en 1928.

En 1928, le médecin et sexologue Magnus Hirschfeld convainc la direction de la police de Berlin de créer des « certificats de travesti » pour ne pas être arrêtées sous suspicion de travestissement public. Il s'agit d'une des premières reconnaissances juridiques du statut des personnes transgenres dans le monde,.
Sous la république de Weimar, les personnes transgenres ont plus de droits que jamais auparavant en Europe,. La recherche sur la transition de genre médicale avance rapidement sous l'impulsion de Magnus Hirschfeld, qui fonde le Comité scientifique humanitaire pour dépénaliser l'homosexualité en 1897 et l'Institut de sexologie en 1919 pour étudier la transidentité,,. En 1920, Friedrich Radszuweit fonde la Fédération des droits humains, qui milite pour les droits des personnes homosexuelles et transgenres. Dans la même décennie, Max Spohr fonde une maison d'édition de textes LGBT.
À l'Institut de sexologie se déroulent les premières études académiques de médecine de la transidentité. L'institut accueille certaines des premières opérations médicales de transition de genre, dont la transition hormonale. Ses chirurgiens, dont Ludwig Levy-Lenz et Erwin Gohrbandt, effectuent des chirurgies de réattribution sexuelle d'homme vers femme et de féminisation faciale pour les femmes trans et des chirurgies de masculinisation faciale, mastectomies, hystérectomies et ovariectomies pour les hommes trans. Plusieurs personnalités transgenres de l'époque sont traitées à l'Institut de sexologie, dont Lili Elbe, Dora Richter, Toni Ebel et Gerd Katter,,. L'Institut emploie par ailleurs des personnes trans pour la réception et le nettoyage, dont Ebel et Richter.
De 1930 à 1932 paraît le journal Das 3. Geschlecht, le premier journal transgenre connu au monde. Le journal lesbien Freundin inclut régulièrement un supplément pour femmes trans ou hommes travestis. La république de Weimar autorise même quelques changements de prénom à l'état civil. Des clubs comme Eldorado sont connus pour leurs artistes transgenres et s'adressent à des publics homosexuels et hétérosexuels,, ; d'autres clubs existent ailleurs qu'à Berlin, dont un Eldorado à Hanovre, qui reste ouvert six mois en 1930, le Dornröschen à Cologne qui emploie les deux artistes transféminines Tilla et Resi, et plusieurs clubs à Hambourg.

### Premières persécutions dans les années 1920
Le mouvement homosexuel et l'Institut de sexologie sont la cible des critiques de conservateurs. Le Parti nazi, ainsi que de nombreuses églises catholiques et protestantes, les accusent d'être dégénérés, anti-allemands et de promouvoir des mœurs contraires aux valeurs familiales,.
Magnus Hirschfeld est personnellement visé à plusieurs reprises, à la fois dans le débat politique et dans la presse. En 1921, il est attaqué et battu dans la rue à Munich.
Les conservateurs s'attaquent notamment à la littérature LGBT, qu'ils considèrent comme relevant de la pornographie. Ils font passer la loi de 1926 sur les publications néfastes pour limiter ou réguler la circulation de ces contenus.

### Coup de Prusse et repénalisation de l'homosexualité et du travestissement
Le 20 juillet 1932, Franz von Papen organise le coup de Prusse. Von Papen, un catholique conservateur, fait appliquer beaucoup plus strictement qu'auparavant le paragraphe 175, qui interdit les relations entre hommes, ainsi que d'autres textes pénalisant l'homosexualité et le travestissement dans la région berlinoise. Le gouvernement Papen essaie par ailleurs d'interdire la littérature LGBT ou pornographique, sans grand succès, notamment parce que les magistrats refusent très souvent de condamner les accusés.
À partir de 1932, les bars gay, lesbiens et transgenres sont régulièrement visés par des descentes de police. Aucun nouveau bar LGBT n'obtient d'autorisation d'activité. Début 1933, il est très probable que tous les bars Eldorado aient fermé leurs portes,. La vaste majorité des certificats de travestissement sont soit officiellement révoqués, soit ignorés par la police en cas de contrôle.

## Opinion des Nazis au sujet de la transidentité
En règle générale, les Nazis considèrent que les personnes non cisgenres sont affligées d'une maladie mentale qui ne peut pas, et ne devrait pas, être soignée,. Les Nazis soutiennent et renforcent les rôles de genre traditionnels et conservateurs dans la société allemande, ce qui implique de combattre les identités transgenres ainsi que les présentations non conformes, comme les lesbiennes butch et les homosexuels efféminés.
Les peines sont différentes entre des femmes trans et des hommes homosexuels, ce qui montre une conscience que les deux types de personnes sont différents,,, mais le gouvernement nazi ne s'intéresse pas suffisamment à la transidentité pour arriver à des décisions cohérentes et standardisées à leur sujet.

### Circonstances aggravantes
Dans les cas juridiques, le travestissement et la transidentité sont considérés comme des circonstances aggravantes dans la pénalisation de l'homosexualité. Ainsi, les femmes transgenres font face à des peines plus lourdes que des hommes homosexuels ; les femmes transgenres lesbiennes ne sont pas considérées comme des homosexuels, mais tombent quand même sous le coup de la loi,.

### Circonstances atténuantes
Une partie des personnes trans peuvent échapper à certaines formes de persécution si elles sont aryennes et considérées comme hétérosexuelles (c'est-à-dire, exclusivement attirées par des personnes du sexe opposé à leur sexe de départ), d'autant plus si elles peuvent fournir un travail utile.
Une lesbienne transgenre connue sous le nom de R., considérée comme hétérosexuelle, Aryenne et bonne travailleuse, est arrêtée en 1938 et libérée deux ans plus tard. Elle refuse de changer de comportement et est à nouveau arrêtée en 1941. Le 10 novembre 1941, elle est envoyée à l'hôpital de Berlin-Wittenau pour « devenir un membre fonctionnel de la Volksgemeinschaft » en subissant une thérapie de conversion. Elle meurt, probablement par suicide, le 12 mars 1943.

## Destruction de l'Institut de sexologie

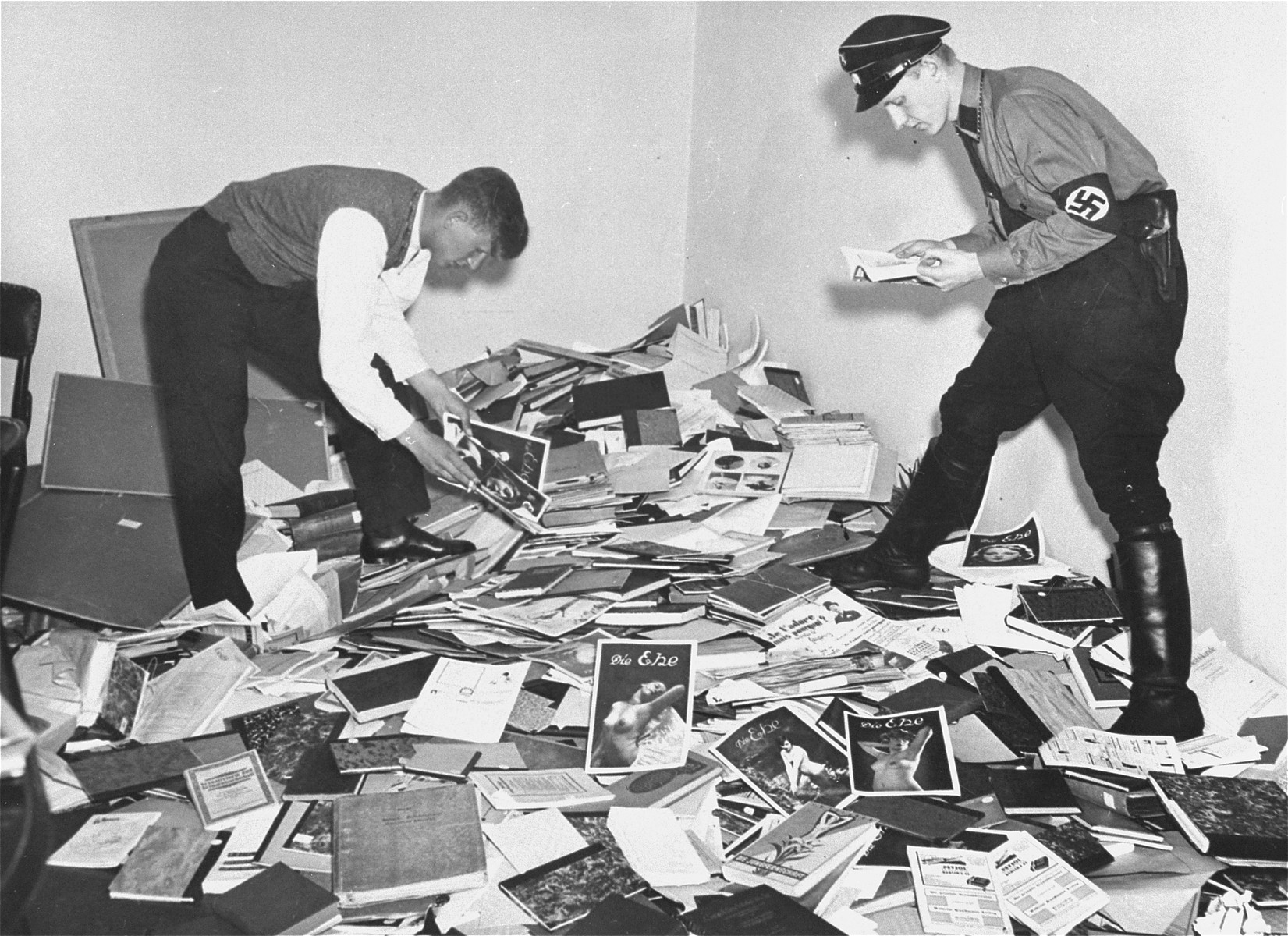
Un membre de la SA et un étudiant examinent les documents de la bibliothèque personnelle de Magnus Hirshfeld le 6 mai 1933, jour de la destruction de l'institution.

Adolf Hitler est élu chancelier allemand le 30 janvier 1933 et il met rapidement en place de nombreuses actions contre les personnes homosexuelles et travesties. Le 6 mai 1933, un groupe d'étudiants du Nationalsozialistischer Deutscher Studentenbund accompagné d'une fanfare se rend à l'Institut de sexologie. N'y trouvant pas Hirschfeld, qui est en congrès à l'étranger, ils scandent Brenn Hirschfeld (« Brûle, Hirschfeld! ») et pillent l'Institut. Ils arrachent les portraits et illustrations des murs, versent des bouteilles d'encre sur les tapis et détruisent les collection pendant que la fanfare joue à l'extérieur,. Certains étudiants posent pour des photos pendant le pillage.
L'après-midi, la Sturmabteilung (SA) arrive et confisque tous les biens de l'Institut, dont des milliers de livres et de documents d'archive de la bibliothèque. Les seuls documents épargnés sont les questionnaires médicaux de Hirschfeld : on ne sait pas si c'est parce que les employés de l'Institut parviennent à convaincre les SA qu'il s'agit de simples dossiers médicaux ou si c'est parce qu'ils sont si nombreux et lourds que les SA ne sont pas équipés pour les emmener. En 1933, l'hebdomadaire français Voilà estime les pertes à 14 000 ouvrages, un nombre revu à la hausse par les historiens. 
Quatre jours plus tard, le 10 mai 1933, un autodafé a lieu sur l'Opernplatz. Y sont brûlés jusqu'à 25 000 ouvrages de l'Institut, dont la majorité n'existent qu'en un exemplaire,,,,.
L'Institut de sexologie ferme définitivement après l'attaque. Hirschfeld s'exile en France jusqu'à sa mort en 1935, et son image est régulièrement utilisée dans la propagande anti-juive et anti-homosexuelle des Nazis,. D'autres employés de l'Institut fuient l'Allemagne, comme le chirurgien Ludwig Levy-Lenz, tandis que quelques personnes dont Erwin Gohrbandt collaborent. Gohrbandt devient médecin pour la Luftwaffe puis mène des expérimentations médicales sur des prisonniers de Dachau. Dora Richter disparaît pendant l'attaque, et on ne découvre qu'en 2024 qu'elle a survécu, changé de sexe à l'état civil en 1946 et est morte en 1966 ; jusque-là, le consensus était qu'elle est morte le 6 mai 1933,,.

## Pénalisation du travestissement

### Identification par la délation
En raison de la difficulté à identifier des personnes trans avec un passing de genre ou des personnes qui ne se travestissent qu'en privé, le gouvernement nazi s'appuie essentiellement sur la délation, souvent de la part de voisins, pour persécuter les personnes trans,.
À cette époque, un préjugé veut que les personnes trans soient menteuses par nature en raison de leur « mensonge » sur leur genre, ce qui motive certaines dénonciations. Pendant la Première Guerre mondiale, le préjugé est si répandu que les personnes trans sont encouragées par leurs propres associations à ne pas se montrer en public dans leur genre d'arrivée, afin de ne pas être accusées de traîtrise. Les délations proviennent aussi de personnes convaincues par la propagande nazie.

### Criminalisation

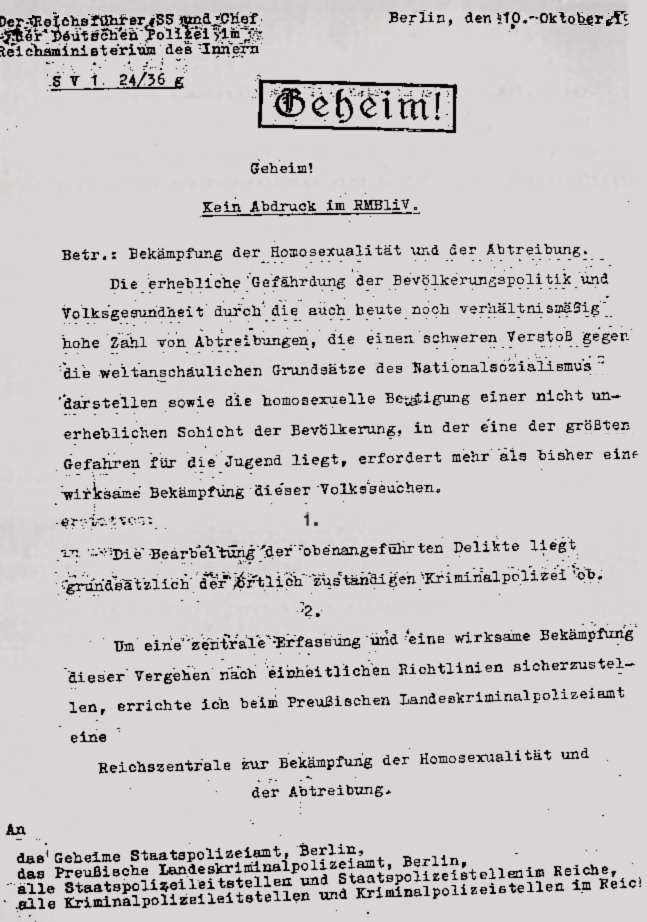
Ordre de 1936 de Heinrich Himmler établissant l'Office central du Reich pour la lutte contre l'homosexualité et l'avortement.

Le 10 octobre 1936, l'Office central du Reich pour la lutte contre l'homosexualité et l'avortement est créé par décret de Heinrich Himmler et reçoit la mission d'établir des règlements sur la pénalisation de l'homosexualité. Les poursuites envers les personnes transgenres font également partie de ses missions. Spécifiquement, l'office est responsable de « collaborer à la conception du traitement des dégénérés sexuels par la police de sécurité », le public étant constitué de « travestis, fétichistes, et d'autres ». La branche « homosexualité » de la Gestapo est également impliquée dans la recherche et la persécution des personnes transgenres.
Les personnes transgenres sont arrêtées en masse et leurs communautés en Allemagne se délitent. Le paragraphe 175, qui condamne l'homosexualité et parfois le paragraphe 183 (en), qui s'attaque à l'exhibitionnisme et inclut l'interdiction du travestissement, sont utilisés à l'encontre des personnes trans et surtout des femmes transgenres. Le gouvernement nazi fait arrêter les magazines trans encore en circulation, bien que le principal, Das 3. Geschlecht, ait déjà fermé en 1933 à la mort de Friedrich Radszuweit.
Les hommes transgenres subissent des persécutions différentes de celles des femmes transgenres, et certains peuvent même continuer à vivre sous leur identité masculine sous le régime nazi. Un homme trans est arrêté pour travestissement en août 1940 et libéré après avoir promis de ne plus s'habiller qu'en femme, une forme de détransition. Un facteur trans du nom de Gerd W. demande en 1940 à retrouver son certificat de travestissement, qui lui est accordé à condition de n'avoir aucune relation sexuelle avec des femmes.

### Camps de concentration
Les prisonniers catégorisés comme homosexuels et/ou travestis peuvent être forcés à porter le triangle rose. Des femmes trans considérées comme des homosexuels par les Nazis sont concernées par ce triangle. Il arrive que le triangle noir des personnes « socialement inadaptées » soit utilisé pour des personnes assignées femmes à la naissance, dont les femmes cisgenres lesbiennes et hommes transgenres ; c'est un autre motif d'envoi en camp de concentration. Les femmes trans sont beaucoup plus ciblées que les personnes transmasculines,.
Il est certain que de nombreuses personnes trans sont emprisonnées et tuées dans les camps de concentration nazis, bien qu'on ne puisse pas les compter précisément, ; on sait qu'environ 10 à 15 000 hommes gay, une catégorie incluant certainement les femmes trans dans ce contexte, ont été déportés. De nombreuses personnes trans sont enfermées sans procès ou leur trace est perdue en raison de l'utilisation incohérente de leurs deux identités dans les rapports. D'autres sont clairement condamnées à la déportation, mais leur arrivée en camp n'est pas enregistrée : c'est le cas de la propriétaire de clubs dansants Toni Simon,.
À la fin de la guerre, les personnes trans ne sont pas toutes libérées. Certaines deviennent des prisonnières de droit commun.

#### Femmes transgenres en camp de concentration
Le 11 novembre 1933, la police de la ville de Hambourg reçoit l'ordre de surveiller les personnes travesties et de les déporter,.
Kurt von Ruffin, un survivant gay du camp de concentration de Lichtenburg, raconte que le personnel du camp traite les personnes trans avec encore plus de violence que les autres. Les femmes trans déportées sont forcées à se mettre nues devant les autres puis humiliées, insultées et frappées. Il témoigne qu'une femme trans est forcée à ôter ses vêtements féminins puis qu'un garde la noie dans des toilettes sales.
Lucy Salani est internée à plusieurs camps dont Dachau ; elle est libérée et meurt en 2023. C'est la seule survivante trans italienne connue,,. Une femme trans autrichienne, Bella P., est déportée après avoir été condamnée pour « fornication contre-nature ». Une femme trans, H. Bode, est tuée à Buchenwald.
La femme trans et travailleuse du sexe allemande Liddy Bacroff demande à subir une castration volontaire le 4 avril 1938 lors de son procès pour avoir eu un rendez-vous amoureux dans un restaurant avec un homme,. Elle est arrêtée plusieurs fois auparavant en raison de lois contre l'homosexualité, dont le paragraphe 175, et contre la prostitution. Elle exprime par cette demande une volonté de guérir de l'homosexualité, qu'elle présente comme la maladie l'ayant poussée vers la prostitution. Elle est examinée par le docteur Wilhelm Reuss à Hambourg, qui affirme qu'elle est « travesti jusqu'à la mœlle […] son habitus entier est féminin et infantile, la voix eunuquoïde ». Il en conclut que Bacroff n'étant jamais la personne pénétrante lors des rapports sexuels, la castration n'arrêterait pas son comportement. Bacroff est donc renvoyée en prison. Fin 1942, elle est déportée au camp de concentration de Mauthausen, où elle est tuée le 6 janvier 1943,,.

#### Hommes transgenres en camp de concentration
Gerd Kubbe perd son certificat de travestissement en 1933. Il est arrêté en janvier 1938 pour travestissement sur les ordres de Reinhard Heydrich et déporté au camp de concentration de Lichtenburg,. En octobre de la même année, il est libéré et reçoit un nouveau certificat de travestissement qui l'autorise à s'habiller en homme et conserver son nom masculin, mais lui interdit d'utiliser des toilettes ou bains publics sous une apparence masculine,.

## Postérité

### Reconnaissance universitaire
La reconnaissance de la transidentité ne prend forme qu'à la fin du XXe siècle, après la répression des premières communautés de la république de Weimar. Le monde universitaire s'y intéresse peu, et la recherche sur les conditions de vie des personnes transgenres sous le régime nazi ne démarre que dans les années 2010.

### Reconnaissance juridique et administrative
Le 23 juin 2017, le Bundestag vote des réparations pour les victimes du Paragraphe 175. Toutes les personnes ayant été arrêtées en raison de cette loi sont innocentées et reçoivent 3 000 € (3 551,27 €2024) et 1 500 € (1 775,64 €2024) supplémentaires pour chaque année passée en prison.
L'année suivante, le gouvernement allemand consacre sa commémoration annuelle des victimes du nazisme aux victimes lesbiennes, gays, bisexuels et transgenres du génocide. La présidente du Bundestag Bärbel Bas affirme que la visibilité des souffrances de toutes les victimes est importante. Le statut des personnes trans en tant que victimes de la Shoah est reconnu par la Human Rights Campaign, Amnesty International, le Parlement européen, le Museum of Jewish Heritage et l'Organisation des Nations unies.

### Négationnisme
La chercheuse Eli Erlick affirme que : « L'une des formes les plus courantes de négationnisme prétend que les personnes queer et trans n'ont pas été persécutées ». En anglais, l'historien spécialiste de l'Holocauste Waltman Beorn (en) présente ces définitions : « Le terme "Shoah" fait référence au génocide des personnes juives uniquement. Le terme "Holocauste" est, typiquement, beaucoup plus inclusif pour toutes les victimes de la persécution systématique des Nazis […], incluant les personnes homosexuelles et transgenres ».
En 2022, la biologiste allemande Marie-Luise Vollbrecht, dont une conférence gender-critical a été annulée quelques mois plus tôt, tweete que dire que les personnes transgenres ont été persécutées sous le nazisme « se moque des vraies victimes de la Shoah ». La Société allemande pour la transidentité et l'intersexuation lance en réponse le hashtag #MarieLeugnetNS-Verbrechen (« Marie nie les crimes nazis ») et elle porte plainte pour diffamation auprès du tribunal régional de Cologne,,. Le tribunal régional de Cologne statue que nier que les personnes transgenres aient été victimes des nazis relève bien du négationnisme et que la Société allemande pour la transidentité et l'intersexuation ne l'a donc pas diffamée,,,.
Le 13 mars 2024, une personne tweete à J. K. Rowling : « Les Nazis ont brûlé les livres de médecine et d'études trans, pourquoi voulez-vous autant soutenir leur idéologie sur le sujet du genre ? », en référence aux positions transphobes de l'autrice,. Rowling répond en public : « Comment avez-vous pu écrire cela et l'envoyer sans vous dire "Je devrais vérifier mes sources, parce que j'ai peut-être eu un délire fiévreux" ? »,,,. De nombreuses réponses lui partagent l'histoire de l'Institut de sexologie, notamment un long thread très médiatisé de George Takei. L'avocate spécialisée en droits civiques Alejandra Caraballo lui répond qu'elle est en train de tenir des propos négationnistes,. La journaliste britannique Rivkah Brown tient les mêmes propos : elle est Britannique et J. K. Rowling menace de lui intenter un procès en diffamation, chose beaucoup plus complexe pour un ressortissant étranger. Brown supprime son tweet. Certains journaux rappellent le procès de Cologne tenu deux ans plus tôt. D'autres personnes encore font le lien entre ces propos négationnistes et la description controversée des gobelins de l'univers de Harry Potter, des personnages correspondant à de nombreux stéréotypes antisémites,. Rowling publie sur son blog personnel qu'elle est un soutien de la communauté juive et que les accusations sont « infondées et écœurantes ».